# Ptujsko jezero
Ptujsko jezero je umjetno jezero na Dravi u blizini Ptuja. Sa svojih 348 hektara, najveće je akumulacijsko jezero u Sloveniji. Jezero je nastalo izgradnjom brane na Dravi 1978. i danas služi kao akumulacija za hidroelektranu Formin, ali i kao popularna destinacija za rekreacijske aktivnosti poput veslanja, jedrenja, surfanja i sportskog ribolova.

## Geografske karakteristike
Jezero je dugačko 7,3 km, na najširem dijelu široko je 1,2 km, a najveća dubina jezera mu je 12 m. Zapremina jezera je 20 milijuna m³. Jezerska voda otječe kroz dva kanala. Jedan dio vode otječe kroz dovodni kanal do hidroelektrane u Forminu u blizini sela Markovci, a drugi dio teče izravno u korito rijeke Drave. Na jezeru se nalaze dva otoka na kojima se gnijezde ptice. Jezero je bogato ribom.
Ptujsko jezero najsličnije je Ormoškome jezeru, koje je ujedno i jedno od najvećih akumulacijskih umjetnih jezera u Sloveniji.

## Vanjske poveznice
Ptujsko jezero na stranicama općine Ptuj, pristupljeno 3. rujna 2024.